# 大庆水库 (平泉)
大庆水库是中国河北省承德市平泉县境内的一座水库，位于瀑河右支流上，建于1975年。水库正常库容为510万立方米，集雨面积为82平方千米，海拔为661.6米。